# Weissensteintunnel
Der Weissensteintunnel ist ein 3701 m langer, einspuriger Eisenbahntunnel an der Bahnstrecke Solothurn–Moutier, der von der ehemaligen Solothurn-Münster-Bahn erbaut wurde. Er unterquert den 1395 m hohen Weissenstein als einen Juradurchstich.

## Lage und Bau

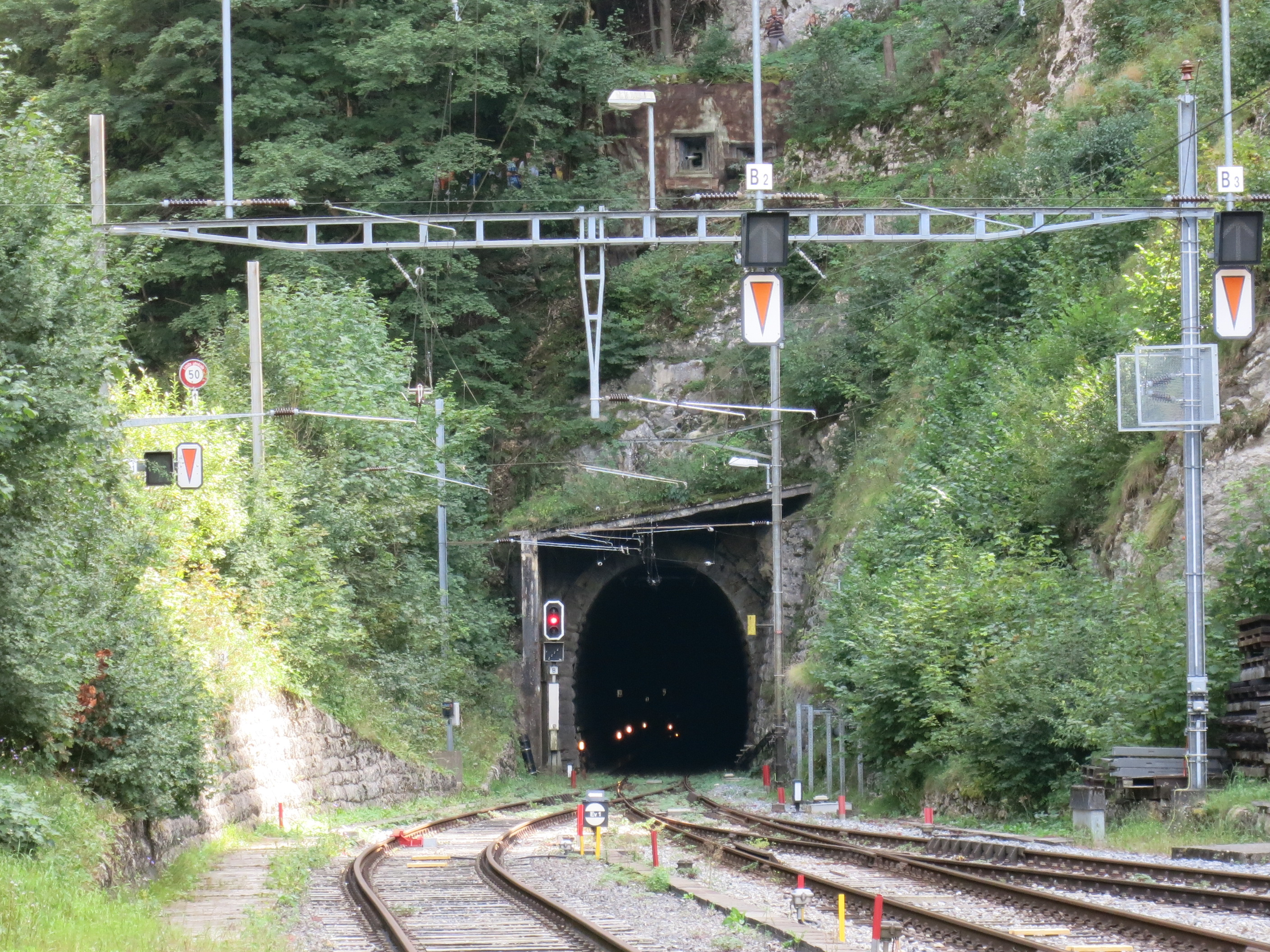
Nordportal bei Bahnhof Gänsbrunnen, darüber Bunker der Sperrstelle Gänsbrunnen (2016)

Das Nordportal liegt bei Gänsbrunnen auf 722 m.ü.M und sein Südportal auf 659 m.ü.M bei Oberdorf.
Der Tunnel weist ein einseitiges Gefälle von Nord nach Süd von 18 ‰ auf, wobei nur ein kurzes Stück auf der Nordseite in der Waagrechten liegt. Daneben ist der Tunnel gerade bis auf 120 m am Südausgang, der in einen Bogen von 300 m Halbmesser gelegt werden musste.
Der Bau am Tunnel begann Ende Dezember 1903 auf der Südseite. Nach kurzer Handbohrung am Sohlstollen in der Steigung konnten Pressluftstossbohrmaschinen von Bechem und Reetmann eingesetzt werden und ermöglichten einen durchschnittlichen Ausbruch von 4 Metern am Tag. Dagegen wurden von Norden her nur gerade 292 Meter Stollen in Handbohrung ausgebrochen. Am 23. September 1906 erfolgte der Durchschlag, 3'406 m vom Südportal entfernt. Die Abweichungen betrugen 49 mm in der Seite und 11 mm in der Höhe.
Am 1. August 1908 konnte der Tunnel mit der Strecke von Moutier nach Solothurn West eröffnet werden. Zur Eröffnung erschien im Verlag E. Schenker-Wirz in Solothurn ein Album mit 51 Abbildungen zum Bau des Weissensteintunnels.

Jahr 1906: Durchschlagstelle des Weissensteintunnels. 3406 m ab Südportal, 293 m ab Nordportal

Rund 10 Kilometer westlich wurde 1915 der Grenchenbergtunnel als Zufahrt von Delle und Basel her über Delémont, Grenchen Nord, Biel und Bern zur 1913 eröffneten Lötschberglinie der Berner Alpenbahn-Gesellschaft Bern–Lötschberg–Simplon in Betrieb genommen. Dies und die Neuausrichtung der Verkehrsströme nach der Wiederangliederung des Elsass an Frankreich 1918 liessen die Bedeutung des Weissensteintunnels zurückgehen. Bis in die 1970er Jahre hatte der Güterverkehr eine gewisse Bedeutung. So wurden beispielsweise Autotransportzüge von den Peugeot-Werken in Montbéliard und Sochaux durch den Weissensteintunnel geführt.

## Betrieb
Heute wird die Strecke und der Tunnel von der BLS Netz AG betrieben und der Weissensteintunnel wird in beiden Richtungen durch die SBB im Stundentakt in rund 3 Minuten durchfahren.

## Sanierung

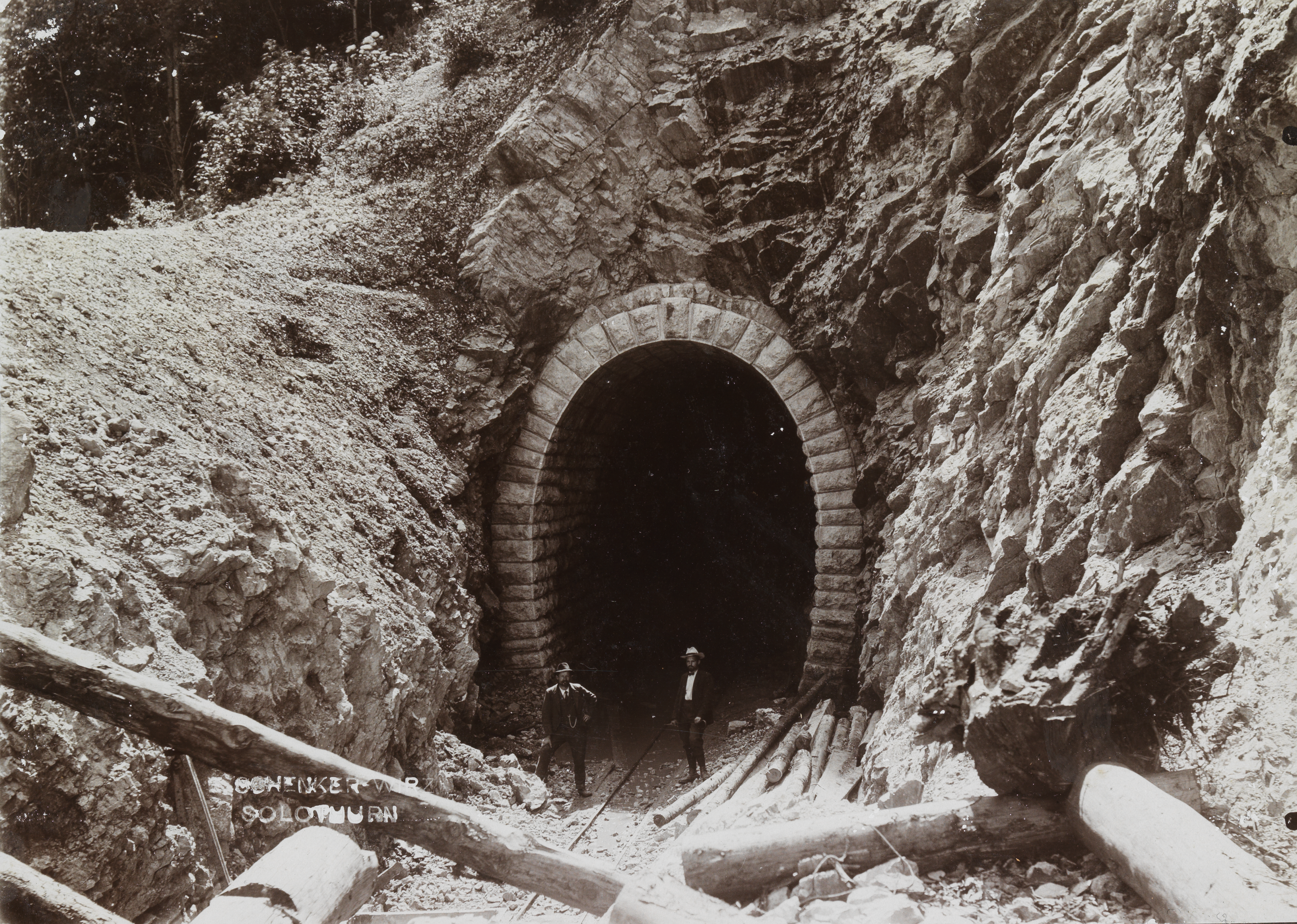
Nordportal Weissensteintunnel (1906)

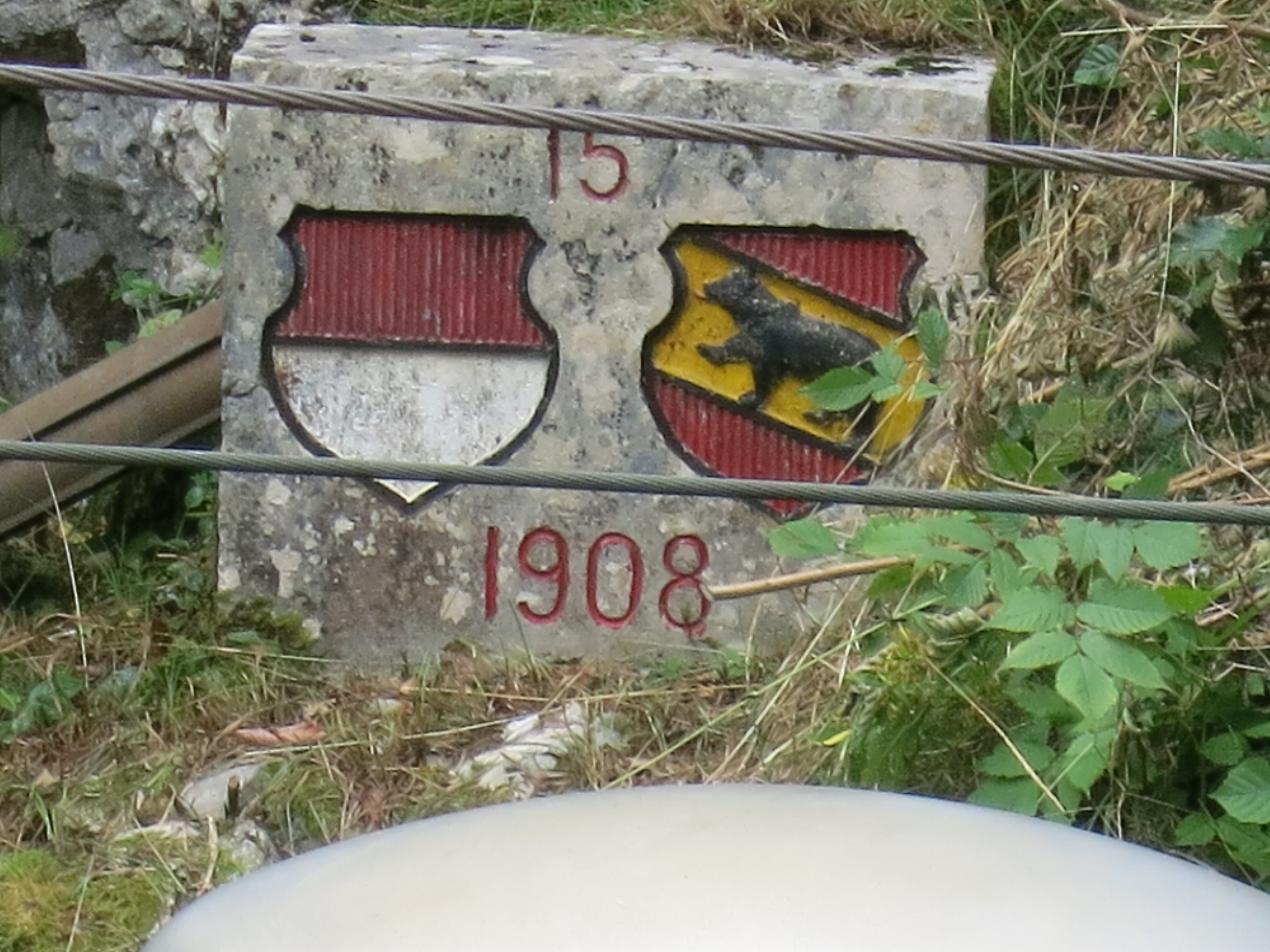
Kantonsgrenze Solothurn-Bern beim Nordportal

Ab 2014 wurde geprüft, ob sich für den Bund die damals geschätzte Investition zwischen 100 (Sanierung für 25 Jahre) und 170 Millionen Franken (Sanierung für 50 Jahre) lohne oder ob ein Ersatzangebot mit besserem Kosten-Nutzen-Verhältnis möglich sei, wie dies die eidgenössische Gesetzgebung in solchen Fällen verlangt.
Am 8. Juni 2015 wurde in Gänsbrunnen ein Komitee «Weissensteintunnel erhalten» gegründet, um die Kräfte zum Erhalt des Weissensteintunnels und der Bahnlinie Solothurn–Moutier zu bündeln. Das Komitee sammelt Ideen und entwickelt Konzepte um die Passagierfrequenzen dauerhaft zu steigern und damit den Kostendeckungsgrad der Linie anzuheben. Angedacht werden auch neue Angebote, wie die Nutzung der Verbindung für das Anbinden der Region Solothurn-Mittelland über die rekonstruierte Bahnstrecke Belfort-Delle an den Bahnhof Belfort-Montbéliard TGV in Meroux. Diese wurde zum Fahrplanwechsel vom 9. Dezember 2018 wieder in Betrieb genommen. Synergien mit touristischen Angebote, wie mit der im Dezember 2014 wiedereröffneten Seilbahn auf den Weissenstein und dem regionalen Naturpark Thal sollen genutzt werden. Das Komitee brachte seine Argumente zum Erhalten des Weissensteintunnels am 8. April 2016 im Mitwirkungsverfahren des Bundesamtes für Verkehr ein. Dieses beruht auf einer «Vertieften Studie Ergebnisbericht für die Mitwirkung».
Im Februar 2017 hat das Bundesamt für Verkehr (BAV) beschlossen, den Weissenstein-Eisenbahntunnel zu sanieren und nimmt damit die Anliegen der betroffenen Regionen auf. Ihre Anliegen werden höher gewichtet als wirtschaftliche Überlegungen. Die Sanierung soll rund 85 Millionen Franken kosten, welche der Bund über den Bahninfrastrukturfonds zahlen wird. Der Tunnel wird so saniert, dass er weitere 25 Jahre betrieben werden kann.
Die Bauarbeiten sollten ursprünglich bereits 2020 beginnen, wurden aber ein erstes Mal um ein Jahr verschoben, um gleichzeitig die gesamte Strecke zu sanieren. Der Tunnel hätte damit 2021 bis 2022 saniert werden sollen. Wegen eines Rechtsstreits wurde der Sanierungstermin mehrfach verschoben. Nach Beendigung des Rechtsstreits im Mai 2023 begannen am 4. März 2024 die Sanierungsarbeiten, welche aufgrund brüchigen Gesteins länger dauern als ursprünglich geplant und nun voraussichtlich im März 2026 abgeschlossen werden sollen.

## Besonderheit

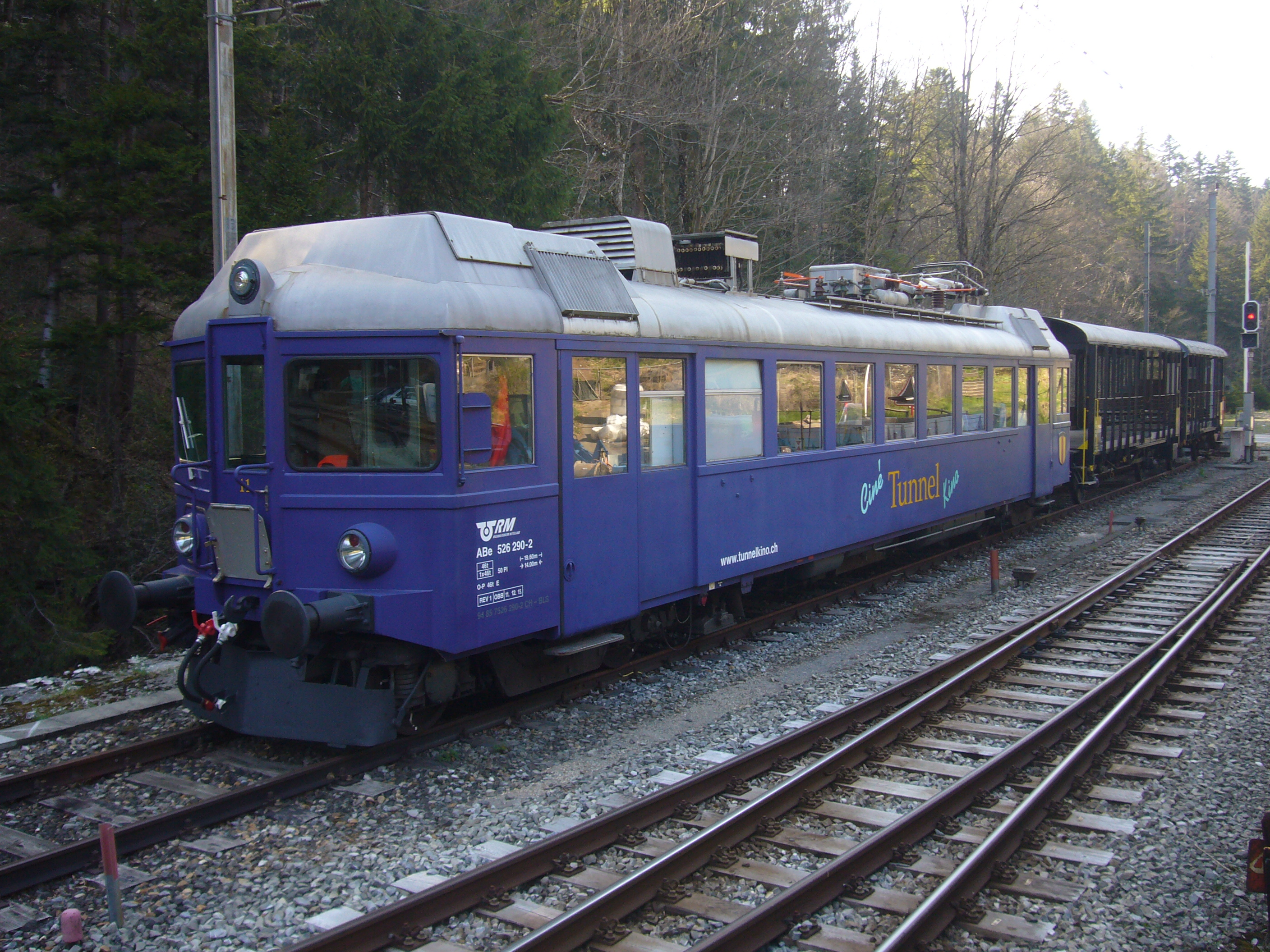
Triebwagen ABe 526 290-2, ehemals SOB Triebwagen CFZe 4/4 Nr. 11 (2017)

1999 entstand anlässlich der «Eisenbahntage Gänsbrunnen» die Idee eines Kinozuges durch den Weissensteintunnel. Über 800 Personen nutzten während zweier Tage die einmalige Gelegenheit, auf einem BLS-Autozugwagen das spezielle Kino zu geniessen. Am 30. Dezember 2000 wurde ein Verein gegründet, der seither den Kinozug betreibt. Dafür wurde 2001 der 1940 gebaute SOB Triebwagen ABe 4/4 Nr. 11 gekauft, revidiert und mit einer blauen Lackierung mit der Aufschrift «Ciné Tunnel / Tunnel Kino» versehen. Ende 2014 wurde der Triebwagen mit dem vom Bundesamt für Verkehr geforderten ETM-Sicherungssystem ausgerüstet. Auf der Hinfahrt von Oberdorf nach Gänsbrunnen wird im längsten Kino der Welt ein Aperitif serviert. Das Wasser dazu wird bei einem Halt im Tunnel aus einer dort zugänglichen, lebensmitteltechnisch geprüften Quelle geschöpft. Auf der Rückfahrt werden in zum Kinozug umgebauten Güterwagen Kurzfilme zum Tunnel und anderen Themen gezeigt.